# Franziska Fischer (Handballspielerin)
Franziska Fischer (* 18. August 1999 in Buxtehude, Deutschland) ist eine deutsche Handballspielerin, die für den Zweitligisten HL Buchholz 08-Rosengarten aufläuft.

## Karriere

### Im Verein
Fischer spielte anfangs Fußball in einer Jungenmannschaft, die von ihrem Vater trainiert wurde. Später begann sie das Handballspielen beim TuS Harsefeld. Im Jahr 2011 wechselte die Außenspielerin zum Kooperationsverein Buxtehuder SV. Nachdem die Linkshänderin im Jahr 2014 mit der Buxtehuder B-Jugend die deutsche Meisterschaft gewonnen hatte, errang sie in den Jahren 2016 und 2017 mit der A-Jugend den deutschen Meistertitel. 2018 stand sie nochmals im Finale um die deutsche A-Jugendmeisterschaft, scheiterte dort jedoch im Siebenmeterwerfen an Bayer Leverkusen.
Fischer gehörte während ihrer Jugendzeit dem Kader der Buxtehuder 2. Damenmannschaft an, die in der 3. Liga antrat. Am letzten Spieltag der Saison 2018/19 erzielte Fischer bei ihrem Bundesligadebüt gegen den TV Nellingen zwei Treffer. Daraufhin wechselte sie zum Bundesligisten 1. FSV Mainz 05. Nachdem Fischer für Mainz zwei Jahre in der Bundesliga sowie ein Jahr in der 2. Bundesliga aufgelaufen war, schloss sie sich zur Saison 2022/23 dem Bundesligisten SV Union Halle-Neustadt an. Im Dezember 2023 zog sie sich einen Kreuzbandriss zu. Im Sommer 2024 wechselte sie zum Zweitligisten HL Buchholz 08-Rosengarten.

### In Auswahlmannschaften
Fischer spielte anfangs für die Kreisauswahlmannschaft der Handballspielgemeinschaft Stade/Bremervörde. Nach ihrem Wechsel zum Buxtehuder SV, der damals dem Hamburger Handball-Verband angehörte, lief sie für die Hamburger-Landesauswahl auf. Mit der Hamburger-Landesauswahl gewann sie 2014 den DHB-Länderpokal.